# Karl Konrad Meinander
Karl Konrad "Konni" Meinander, född 9 april 1872 i Helsingfors, död där 27 mars 1933, var en finländsk konsthistoriker. 
Meinander disputerade 1908 på avhandlingen Medeltida altarskåp och träsniderier i Finlands kyrkor och blev filosofie kandidat 1894, filosofie licentiat 1909 och filosofie doktor 1914. Han studerade på kontinenten, särskilt i Italien, och inträdde 1900 som amanuens vid Finlands nationalmuseum i Helsingfors, där han 1912 blev intendent för historiska avdelningen. Han utgav beskrivningar över några äldre kyrkor i Finland och lämnade flera bidrag till "Åbo stads historiska museum".  Han utgav även verket Porträtt i Finland före 1840-talet (1931). Från 1900 redigerade han tidskriften "Finskt museum". Han grundlade Helsingfors stads museum (1912).

## Utmärkelser
- Riddartecknet av I klass av Finlands Vita Ros’ orden[1]
- Riddare av Sankt Olavs orden[1]

[Redigera Wikidata]